# 異形三国志
『異形三国志』（いぎょうさんごくし）は、高千穂遙作のヒロイック・ファンタジー小説シリーズ。口絵は美樹本晴彦。第一部は『月刊ドラゴンマガジン』に1991年8月から1993年5月まで掲載され、第二部は1993年07月から掲載された。富士見ファンタジア文庫より第一部2冊、第二部3冊で出版されている。

## 概要
ヌ・アックはゴードにより作られた異世界で、マヌーと呼ばれる異形の生物が以下の三国に分かれ、覇権を争う。
- クオン・パレ：レプト（爬虫類型のマヌー）の王ヌヌ・モラが支配する国。
- ダル・ヴァント：インスク（昆虫型のマヌー）の兄弟ヴィドとガドが支配する国。
- オ・ラプロ：ヒューム（人間型のマヌー）が多いがビスタ（動物型のマヌー）も存在する国、都はゴオ・ブオン。

他に国に属さないグルー（ヒュームの変り種）やフェアル（大人になれないグルー）やアンツ（蟻のマヌー）がいる。この世界では、精神力で魔法を使える者を魔道士と、甲冑や武器を呼べる者を戦士と言う。オ・ラプロにはクリスタルの甲冑をまとった将軍により生まれ変わると言う伝説が有る。

## ストーリー
- 第一部：NORIEが将軍!?
ただの女子高生のりえは魔道士によりオ・ラプロに召換され、のりえは戦いの中クリスタルの甲冑を呼ぶ、「うっそー! のりえが将軍なの?」。同じく魔道士に召換された銀色に光り輝く甲冑を呼ぶファラー（聖戦士）を従え伝説の将軍としてヌ・アックで戦っていくNORIE。オ・ラプロ最大の秘密「ズアド」とは…
- 第二部：ガモスの魔剣
伝説の将軍さえ倒せると言う「ガモスの魔剣」を、オ・ラプロの乗っ取りを企む宰相は、その障害になるであろう将軍NORIEを排除すべく手に入れようと画策する。フェアルの少女が鍵となるその魔剣をめぐり新たなる陰謀との戦いが始まる。封印を解かれ地獄よりよみがえった魔道士がする事は…

## 登場人物
- NORIE（燦星（きらぼし）のりえ）
身長160cmの17歳の普通の女子高生、瀬藤学園のチアリーディング部のキャプテン。バトントワリングも経験あり。ちはると言う妹がいる。クリスタルの甲冑と剣を呼ぶファラーにして将軍。異世界でも普段は制服を身につけている。
- ムト・ハウラ
のりえ達を召換した、オ・ラプロのヒュームの魔道士。ヌ・アック最強と謳われるが、外見は女の子の理想を集めた様な美男子。
- ファラー
  - コシンスキー：十字架型の槍を呼ぶ190cm程の長身の白人。
  - シュワンツ：棘付きの棍棒を呼ぶ黒人。
  - ケニー：諸刃の長剣を呼ぶ白人。
  - ヒカル：ヌンチャクを呼ぶ東洋人。
- ドワン・ドワン老師
ヒュームの聖地ゴボロンの腕と言う山に住むパンダのビスタの魔道士。ムト・ハウラの師匠である。ホプターと言うハンググライダーの様な物で空を飛ぶ。
- ピット
父のガモスが作り出した魔剣を託された、フェアルの少女。ハ・ノ・ウエレ山脈の奥に住んでた。
- メイ・クッハ
オ・ラプロの王マジブ・ウント・シーララの妃。ヒューム。
- ガジャ・ゴーラン
オ・ラプロの宰相。実権を握ろうと画策する、猫のビスタ。
- ウ・クワント
ガジャ・ゴーランの妻。実は夫を操っている、ヒューム。
- ゴル・ネル
先代の王に仕えたオ・ラプロの魔道士。予言が使える、老猿のビスタ。
- ヴァン・グフ
ドワン・ドワンの弟子の魔道士。師により破門封印されたが、ゴル・ネルにより封印を解かれた、ヒューム。
- 三騎士
ガジャ・ゴーラン配下の白、青、黒の戦士。
- チキ
旅芸人の少女のヒューム。実は…
- 魔獣戦士
ヴァン・グフが蘇らせた伝説の勇者。
  - ウリクス：ボンガーズ族の元王、狼のビスタ。
  - エギュン：嘴から火球を放つ、鷲のビスタ。
  - バイモン：新月刀と言うサーベルを使う、虎のビスタ。
  - アマイモン：光の投げ矢を放ち、大斧を使う、ゴリラのビスタ。